# 罗恩·琼斯
罗恩·琼斯（Ron Jones，1941年—）是一位美国作家，曾在美國加利福尼亞州帕羅奧圖任教。他曾在課堂上發起名為第三浪潮的教育試驗並出書詳細闡述實驗過程，該書內容後來被改編為影視作品，例如2008年的電影惡魔教室就是根據該試驗而改編，該電影還获得了艾美奖和皮博迪獎。另外瓊斯的其他的著作《橡子人》和《B-Ball》也被拍成电视剧。琼斯本人住在加利福尼亚州的旧金山。

## 外部鏈接
- Ron Jones's website （页面存档备份，存于）
- The Cubberley Student Newspaper (the Catamount) did an interview with Ron Jones from 1969 after he left Cubberley. （页面存档备份，存于）
- Ron Jones' account of The Wave
- Ron Jones在互联网电影资料库（IMDb）上的資料（英文）
- The Wave Home （页面存档备份，存于） Third Wave info website: story history, FAQ, links, etc. by Jones' original Wave students